# Claudia Heill
Claudia Heill (Vienna, 24 gennaio 1982 – Vienna, 31 marzo 2011) è stata una judoka austriaca.

## Biografia
Nel 2001 vince la medaglia d'argento ai Campionati Europei di Judo di Parigi, ottiene il bronzo a Maribor e a Düsseldorf l'anno dopo.
Nel 2004 partecipa alle Olimpiadi di Atene e ottiene la medaglia d'argento, sconfiggendo nel primo turno la futura campionessa di arti marziali miste Ronda Rousey.
Nel 2005 ottiene la medaglia di bronzo ai Campionati Europei di Rotterdam e nel 2007 vince la medaglia di bronzo a Belgrado.
Dopo aver ottenuto il quinto posto alle Olimpiadi di Pechino si è ritirata dall'attività sportiva.
Il 31 marzo 2011 si suicida gettandosi dalla finestra al sesto piano di un edificio a Vienna.